# Bánó Pál
Bánó Pál (Miskolc, 1925. május 23. – 1998. március 27.) magyar színész.

## Életpályája
Miskolcon született, 1925. május 23-án. 
A színművészeti és filmművészeti kamara előtt tette le színészi vizsgáit 1942-ben. Attól az évtől 1985-ös nyugdíjba vonulásáig a Miskolci Nemzeti Színház színművésze volt. Karakterszerepeket alakított prózai és zenés darabokban. Operákban is szerepelt.

## Fontosabb színházi szerepei
A Színházi adattárban regisztrált bemutatóinak száma: 158.
- William Shakespeare: Vízkereszt vagy amit akartok... Fábián, Olívia szolgája
- William Shakespeare: Szentivánéji álom... Ösztövér, szabó
- William Shakespeare: A windsori víg asszonyok... Nym, Falstaff cimborája
- William Shakespeare: A makrancos hölgy... Josef szolga
- William Shakespeare: Romeo és Júlia... Első zenész
- William Shakespeare: Szeget szeggel... Egy bíró
- William Shakespeare: Lear király... Orvos
- Molière: Duda Gyuri... Kelemen, inas
- Molière: Úrhatnám polgár... Vívómester
- Molière: Fösvény... Zabszar, Harpagon szolgája
- Benjamin Jonson: Volpone... A poroszlók parancsnoka
- Lev Nyikolajevics Tolsztoj: Háború és béke... Alpatics, tiszttartó
- Mihail Afanaszjevics Bulgakov: Zojka lakása... Borisz Szemjonovics Huss
- Valentyin Petrovics Katajev: A kör négyszögesítése... Emil, költő és sportember
- Bertolt Brecht: A szecsuáni jólélek... Lin To, asztalos
- Bertolt Brecht: Koldusopera... Smith, rendőrfelügyelő
- Henrik Ibsen: Peer Gynt... Telepes
- Friedrich Dürrenmatt: Az öreg hölgy látogatása... Hofbauer, polgár
- Eugène Labiche: Olasz szalmakalap... Tardiveau, könyvelő
- Jaroslav Hašek: Svejk... Magasgalléros úr
- Edmond Rostand: Cyrano de Bergerac... Brissaille
- Bródy Sándor: A tanítónő... Törvénybíró, az iskolaszék tagja
- Csiky Gergely: Mákvirágok... Tulipán, szabó
- Csiky Gergely: Kaviár... Vendéglős
- Darvas József: Kormos ég... Gerendás
- Fejes Endre: Rozsdatemető... Stádinger, kőfaragó
- Kállai István: Majd a papa... Gacsaj
- Schwajda György: Segítség... Tanácsi előadó
- Sós György: Pettyes... Kapás
- Földes Mihály: Mélyszántás... Első paraszt
- Füst Milán: Negyedik Henrik király... Pfalzi Konrád
- Gárdonyi Géza: Ida regénye... Bisi
- Gyárfás Miklós: Hatszáz lakás... Kercsmár, anyagkezelő
- Herczeg Ferenc: Bizánc... Folko, genovai zsoldos
- Illyés Gyula: Ozorai példa... Béndegh, ozorai szüretelő
- Jékely Zoltán: Mátyás király juhásza... Furtagyi, ezermester
- Mikszáth Kálmán: A szelistyei asszonyok... Czobor, a Fekete Sereg tizedese
- Molnár Ferenc: Liliom... Kódor István
- Móricz Zsigmond: Légy jó mindhalálig... Rendőrtiszt
- Giuseppe Verdi: A trubadúr... Öreg cigány
- Giuseppe Verdi: Rigoletto... Ceprano gróf
- Giacomo Puccini: Tosca... Sciarrone
- Hervé: Nebáncsvirág... Káplár
- Ábrahám Pál: Viktória... Kakas Bajusz Zsiga
- Jacobi Viktor: Leányvásár... Kocsmáros; Jim Stoward; II. farmer
- Kacsóh Pongrác: János vitéz... A falu csősze; Első tábornok
- Kálmán Imre: Marica grófnő... Jan Kudelka, pedellus
- Kálmán Imre: Montmartre-i ibolya... Durand
- Lehár Ferenc: A mosoly országa... Szu Csong
- Lehár Ferenc: Cigányszerelem... Kutula Vince
- Lehár Ferenc: Vándordiák... István
- Lehár Ferenc: Luxemburg grófja... Bíró, Portás
- Huszka Jenő: Mária főhadnagy... Krantz, doktor
- Schönthan testvérek – Kellér Dezső – Horváth Jenő – Szenes Iván: A szabin nők elrablása... Raposa Bogdán, borkereskedő
- Szirmai Albert – Bakonyi Károly – Gábor Andor: Mágnás Miska... Gróf Eleméry
- Szirmai Albert – Martos Ferenc: Alexandra... Pzsobzsinszky, hadsegéd
- Dékány András – Baróti Géza: Dankó Pista... Bittó, halászmester
- Frederick Loewe – Alan Jay Lerner: My Fair Lady... Harry
- Alexandre Breffort – Marguerite Monnot: Irma, te édes... Ügyvéd

## Filmográfia
- A tanú (1969)... Bíró
- A trombitás (1979)